# Малайзийско-хорватские отношения
Малайзийско-хорватские отношения — двусторонние дипломатические отношения между Малайзией и Хорватией. Государства являются членами Всемирной торговой организации и Организации Объединённых Наций.

## История
Дипломатические отношения между странами были установлены 4 мая 1992 года после провозглашения независимости Хорватии от Югославии. Малайзия открыла своё посольство в Загребе в июле 1994 года, а Хорватия - в Куала-Лумпуре в ноябре 1995 года. Малайзия также принимала участие в миротворческих миссиях во время войны в Югославии.

## Экономические отношения
В 2008 году общий объём торговли между двумя странами составил всего 70 миллионов долларов США. В настоящее время сотрудничество ограничивается лишь поддержкой в многосторонних областях, таких как поддержка кандидатур друг-друга в различных международных организациях, сотрудничество в сферах высшего образования и спорта. Бывший президент Хорватии Степан Месич заявил, что, по его мнению, Малайзия должна быть одним из основных партнёров Хорватии в Юго-Восточной Азии, и сотрудничество между странами должно быть расширено на другие сектора. В 2002 году было подписано соглашение об избежании двойного налогообложения и уклонения от уплаты налогов, которое вступило в силу в 2005 году.

## Дипломатические представительства
- Хорватия имеет посольство в Куала-Лумпуре[7].
- Малайзия имеет посольство в Загребе[8].